# Fajã de Lopo Vaz
A Fajã de Lopo Vaz é uma fajã localizada no concelho das Lajes das Flores, ilha das Flores, arquipélago dos Açores. Foi muito provavelmente o primeiro local habitado na ilha das Flores, sendo que o nome "Lopo Vaz" provém de um dos seus primeiros povoadores.
Trata-se de uma plataforma baixa, junto ao mar com uma orla marítima formada por pequenas praias de areias pretas e seixos basálticos de diferentes dimensões, a sua formação geológica deve-se a escorrimentos de lavas e também do abatimento das próprias arribas que lhe estão sobranceiras e forma conjuntamente com as falésias a que esta sobranceira e a orla marítima circundante, uma Zona de Protecção Especial (ZPE). Sobranaceiros a esta fajã encontram-se também o Pico Negro e o Pico do Laurenzo.
Nesta fajã também é frequente surgir o Tubarão-martelo, facto pouco comum no resto da ilha das Flores e nas restantes ilhas dos Açores.
Noutros tempos os povos que habitavam esta fajã eram totalmente autosuficientes do ponto de vista alimentar, facto que se devia em grande parte às grandes dificuldades de acesso por terra.
Actualmente esta Fajã, praticamente desabitada encontra-se coberta de Pastos e bananais e é muito procurada para a observação, tanto da ornitologia, como dos que se dedicam a estudar a flora e fauna da Macaronésia, além ainda dos que buscam praias desertas, paz e sossego.
Esta fajã é ainda dos poucos lugares da ilha das Flores onde existem caprinos no estado selvagem, desconhecendo-se no entanto se a sua origem está em animais transmalhados das explorações agrícolas ao longo dos séculos ou se estes animais ainda são descendentes os animais que os povoadores tinham por habito lançarem em terra anos antes de se dar inicio ao povoamento humano das novas terras descobertas.
O acesso por terra para esta fajã inicia-se junto ao Miradouro da Fajã de Lopo Vaz e progride por uma descida em que o percurso varia entre terra batida, calçada e degraus em pedra basáltica, sempre com um horizonte de mar e a terra a uma elevada distância.
Este percurso não é muito seguro dada a frequente queda de pequenas pedras que se vão desprendendo das altas falésias.
Nesta fajã existe uma nascente de água potável que desde o inicio do povoamento sempre foi usada para abastecimento das populações e para irrigar campos usados no cultivo do inhame.
O caminho de acesso à fajã atravessa uma Zona de Protecção Especial (ZPE) que abrange não só as falésias mas parte da própria fajã e zona costeira circundante.